# NGC 5905
NGC 5905 (другие обозначения — UGC 9797, MCG 9-25-38, ZWG 274.36, IRAS15140+5541, PGC 54445) — спиральная галактика с перемычкой (SBb) в созвездии Дракон.
Этот объект входит в число перечисленных в оригинальной редакции «Нового общего каталога».
В галактике вспыхнула сверхновая SN 1963O, её пиковая видимая звездная величина составила 16,0.